# Harpagifer
Harpagifer is een geslacht van straalvinnige vissen uit de familie van ijskabeljauwen (Harpagiferidae).

## Soorten
- Harpagifer andriashevi Prirodina, 2000
- Harpagifer antarcticus Nybelin, 1947
- Harpagifer bispinis (Forster, 1801)
- Harpagifer crozetensis Prirodina, 2004
- Harpagifer georgianus Nybelin, 1947
- Harpagifer kerguelensis Nybelin, 1947
- Harpagifer macquariensis Prirodina, 2000
- Harpagifer nybelini Prirodina, 2000
- Harpagifer palliolatus Richardson, 1845
- Harpagifer permitini Neyelov & Prirodina, 2006
- Harpagifer spinosus Hureau, Louis, Tomo & Ozouf-Costaz, 1980